# Willem Steigenga
Willem Steigenga (Utrecht, 9 november 1913 – 9 mei 1974) was een Nederlands sociaal geograaf en planoloog en de eerste hoogleraar planologie in Nederland.

## Studietijd
Willem Steigenga werd in Utrecht geboren. Hij stamde uit een Fries geslacht van boeren en ambachtslieden. Zijn vader was timmerman. Zijn moeder – Aaltje Huizenga – was in het gezin de stuwende kracht. In 1932 behaald hij het diploma HBS-b. In dat jaar werd hij ook lid van de SDAP. In 1932 ging hij sociale geografie studeren in Utrecht en in 1937 behaalde hij het doctoraal examen. Naast sociale geografie bestond zijn afstudeerprogramma uit sociologie, etnologie, geschiedenis en economie.

## Eerste werkervaring
In 1937 kreeg Steigenga een aanstelling als onbezoldigd assistent van Professor Louis van Vuuren. Kort daarna werd dit omgezet in een contract voor enkele maanden als studie-assistent. Na afloop hiervan was hij enkele maanden werkloos. Hij vond weer tijdelijk werk als geschiedenisleraar in Hilversum en werkte in zijn eigen tijd aan zijn dissertatie. In 1939 werd hij adjunct-secretaris van de Streekplan studiecommissie Utrecht en randgemeenten. Het was zijn eerste kennismaking met de planologische praktijk.

## Proefschrift
OP 15 december 1939 promoveerde Steigenga op het proefschrift ‘Werkgelegenheid en werkloosheid in de agrarische productie’. Een van zijn doelen was duidelijk maken dat een sociaal-geografische benadering van dit vraagstuk vele voordelen had boven de meer abstracte economische aanpak. De sociaal-geografische benadering legde immers het accent op de relatie tussen mens en (fysieke) omgeving. De analyse van de structuurveranderingen in de landbouw werd concreet gemaakt door het opnemen van een tweetal case studies: een over de akkerbouw in Finsterwolde en een over de veeteelt in Snelrewaard. Naast de veranderingen in de agrarische structuur kregen demografische ontwikkelingen en de betekenis van de regionale arbeidsmarkt veel aandacht. Hij gaf aan het slot talrijke suggesties voor een agrarische politiek die de werkloosheid zou verminderen.

## Oorlogsjaren
Tijdens de Tweede Wereldoorlog werkte Steigenga bij gewestelijke arbeidsbureaus in Utrecht en Den Haag. Steeds als de leiding van deze bureaus in handen kwam van Duitsgezinde functionarissen ontstonden er conflicten. Steigenga wenste zich niet te conformeren aan de nieuwe richtlijnen en hij werkte waar mogelijk de maatregelen gericht op de inzet Nederlandse arbeidskrachten in Duitsland tegen. Uiteindelijk achtte Steigenga het wenselijk onder te duiken (tussen juni 1944 en mei 1945).

## 1945-1949
Na eerst waarnemend directeur van het Gewestelijk Arbeidsbureau in Utrecht te zijn geweest, werd Steigenga in het begin van 1946 aangesteld als Hoofd van de afdeling Arbeidsvoorziening van het Rijksarbeidsbureau in Den Haag. Hij functioneerde toen ook als regeringsvertegenwoordiger voor arbeidsaangelegenheden op internationaal niveau. In 1947 trouwde hij met de sociaal geografe Suzanne Kouwe, het latere Eerste Kamerlid voor de PvdA. In 1948 werd hij gedetacheerd bij de Verenigde Naties in Genève. Hij hield zich daar bezig met vluchtelingenzaken.

## Rotterdam
In 1949 werd Steigenga chef onderzoek van de Dienst Stadsontwikkeling in Rotterdam. Er was in die stad in 1946 al een basisplan voor de wederopbouw aanwezig, maar er was voor de realisatie van de stedenbouwkundige vernieuwingen veel onderzoek nodig. In 1950 presenteerde Steigenga’s afdeling de nota ‘Voorlopige beschouwingen inzake Struktuurplan Rotterdam en omgeving’. In het gehele gebied van de Rotterdamse agglomeratie waren de terreinbestemmingen in kaart gebracht. Daarna werd er gewerkt aan het opstellen van prognoses voor de ontwikkeling van bevolking en bedrijvigheid. Steigenga wilde op grond van gedegen onderzoek een structuurplan opstellen. Op 25 april 1955 kwam de Dienst Stadsontwikkeling en Wederopbouw met de ‘Nota betreffende het struktuurplan van het Nieuwe Waterweggebied tot de periode 1980-2000’. Het stadsbestuur vond echter dat een structuurplan belemmerend zou kunnen werken op de ruimtelijke ontwikkeling. Pas veel later werd voor de Rotterdamse agglomeratie het streekplan Rijnmond vastgesteld (1974).
In zijn Rotterdamse periode was Steigenga ook lid van de Provinciale Staten van Zuid-Holland geworden voor de PvdA. Naast de ruimtelijke ordening had hij veel belangstelling voor bevolkingsvraagstukken. Zijn studies op dit gebied zijn terug te vinden in ‘Socialisme en Demokratie’.
Vanaf 1953 trad hij ook op als gastdocent aan het Institute for Social Studies in Den Haag en in 1954 was hij een half jaar in de Verenigde Staten als ‘visiting professor’ aan de University of Minnesota in Minneapolis. In aansluiting daarop maakte hij een studiereis door de Verenigde Staten.
In 1957 verbond hij zich aan de Akademie voor Bouwkunst in Amsterdam.

## Benoemingsperikelen
Aan het einde van de jaren vijftig werd Steigenga´s naam regelmatig genoemd als mogelijke kandidaat voor een aanstelling als hoogleraar. Zijn uitgesproken politieke voorkeur heeft in een aantal gevallen vermoedelijk belemmerend gewerkt om een sollicitatie succesvol af te ronden.
De Vries Reilingh (1974, 82) typeerde zijn persoonlijkheid als volgt: “Men kan zeggen dat hij een maatschappijcriticus avant la lettre was en zo ging zijn persoonlijke mening dikwijls tegen de gangbare in. Als strijdbare figuur was hij er echter de man niet naar om een botsing van denkbeelden of zelfs een conflict uit de weg te gaan en daardoor heeft hij het zowel in Rotterdam als in Amsterdam vaak moeilijk gehad. Ondanks zijn hartelijkheid en behoefte aan vriendschap wekte hij meermalen weerstanden op, maar hij ging altijd recht door zee – ruiterlijk en onbaatzuchtig, doch wel geladen en gespannen”.
Controversieel werd evenwel de met veel publiciteit omgeven benoemingsprocedure voor de leerstoel sociografie aan de Politieke en Sociale Faculteit van de Universiteit van Amsterdam. Pronk (1980, 21) verwoordde dit als volgt: “Op de voordracht voor de definitieve benoeming kwam Steigenga voor als nummer één en Dr. G.J. Kruijer – wetenschappelijk hoofdmedewerker aan de Universiteit van Amsterdam – als nummer twee. De Gemeenteraad van Amsterdam besliste in die tijd nog over hoogleraarsbenoemingen en op 2 november 1960 nam zij het besluit de als nummer twee geplaatste tot hoogleraar te benoemen. Dat kwam in Amsterdam wel meer voor, maar in dit geval konkludeerde Burgemeester Van Hall, dat de belangen van de universiteit met deze benoeming niet waren gediend”. Een en ander leidde tot verhitte (en soms onverkwikkelijke) discussies, waarbij ook de inhoudelijke tegenstellingen tussen de Amsterdamse sociografie en de Utrechtse sociale geografie een rol speelden.
Steigenga verwerkte deze onaangename ervaringen in Nigeria, waar hij de Nigeriaanse regering adviseerde over de stedelijke planning. Kort na deze periode stelde de Universiteit van Amsterdam de leerstoel planologie en demografie in. Steigenga was de meest voor hand liggende kandidaat en nu verliep de benoemingsprocedure zonder problemen. Hij werd de eerste hoogleraar Planologie en Demografie in Nederland.

## Hoogleraar in Amsterdam
Op 19 november 1962 sprak Steigenga zijn inaugurele rede ‘Van sociale analyse naar sociaal-ruimtelijke konstruktie’. “In navolging van de Amerikaanse stedebouwkundige Mumford ging hij daarbij uit van het utopiebegrip. Een utopie beschouwde hij als een sociale konstruktie met als resultaat een samenlevingsmodel, een beschrijving van het bereikte doel, welke zijns inziens in een tijdloze relatie tot de werkelijkheid van het heden staat. De sociaal-ruimtelijke modellen welke Steigenga voor ogen had als instrument ter begeleiding en bijsturing van de ruimtelijke ontwikkeling, moesten juist direct op het heden aansluiten en dienden steeds gebonden te zijn aan een geografisch en maatschappelijk kader………..Hij wees er op, dat er behoefte bestond aan “creëren van sociaal-ruimtelijke modellen, teneinde af te tasten in welke richting de organisatie van de ruimte in de toekomst kan of wellicht dient te worden beïnvloed” (Pronk, 1980, 22).
Voor alles bleef Steigenga een onderzoeker. Eerst grondig onderzoek en daarna plannen maken en adviseren. Onderzoek was een essentiële bijdrage aan het constructieve element van de planologie: “Sociaal-ruimtelijke analyses dienden per definitie een bijdrage te leveren aan de politieke besluitvorming, bijvoorbeeld door de presentatie van alternatieve sociaal-ruimtelijke modellen of van denkbare toekomstige maatschappelijke structuren met hun ruimtelijke implicaties. Geïnspireerd door Karl Mannheim, en zeker door zijn eigen ervaringen als ambtenaar en politicus, benaderde hij planning, en daarmee ook ruimtelijke planning, als onderdeel van besluitvorming in ons democratisch staatsbestel over ingewikkelde maatschappelijke processen. Daarbij diende het object van ruimtelijke planning centraal te staan: de best mogelijke wederzijdse afstemming van samenleving en ruimte” (Van Schendelen, 2002, 343)
In de eerste jaren na zijn benoeming was het aantal studenten en stafleden niet erg groot. Hoewel zijn leeropdracht planologie en demografie was, was Steigenga vooral actief als planoloog. In zijn oratie werd vrijwel geen aandacht besteed aan demografische vraagstukken, maar in het in 1964 verschenen ‘Moderne Planologie’ wijdde hij wel een volledig hoofdstuk aan bevolkingsgeografische aspecten van Nederland. In zijn dissertatie had Steigenga al veel aandacht geschonken aan met de ontwikkeling van de bevolking samenhangende vraagstukken zoals arbeidsmarkt, migratie en werkloosheid. Bovendien was hij persoonlijk erg geïnteresseerd in de mathematische aspecten van de demografie.
Hij publiceerde over een groot aantal planologische vraagstukken zoals de vestigingsplaats van een vierde technische hogeschool, de situering van de Universiteit van Amsterdam, de ontwikkelingsmogelijkheden van de gemeente Baarn of de problemen rond de Haagse stations (Pronk, 1980, 24).

### Tweede Nota
Met zijn collega-planologen uit Wageningen en München adviseerde hij bij de ruimtelijke inrichting van Midden-Utrecht en hij was verder zeer betrokken bij de discussies over de Tweede Nota over de ruimtelijke ordening. Hij vond het jammer dat in deze nota geen aandacht werd geschonken aan procesplanning en dat er geen alternatieve planningsoplossingen werden gepresenteerd. Veel ruimtelijke plannen van de jaren zestig werden gekenmerkt door een groot optimisme en te weinig realiteitszin over haalbare doelstellingen. Steigenga stelde naar aanleiding van de Tweede Nota (geciteerd bij Van der Cammen en De Klerk, 1993, 166) “Het vraagstuk welk stedelijk gelaat ons land zal presenteren binnen een groeiende eenheid in West-Europa heeft ternauwernood de aandacht getrokken van de bewindslieden, die als gevolg van denken op te kleine schaal nog steeds gebiologeerd worden door het vraagstuk van decentralisatie der bevolking binnen ons beperkte nationale territoir”.

### De Maagdenhuisbezetting
In de nacht van 16 op 17 mei werd het Maagdenhuis (Amsterdam) bezet door studenten die inspraak eisten in het universiteitsbestuur. Hoewel de onderlinge verhoudingen op het Planologisch en Demografisch Instituut heel redelijk genoemd konden worden, begonnen ook daar discussies over inspraak, over het wezen van de planologie en over de relatie tussen planologie en samenleving. In oktober 1969 verscherpten zich de tegenstellingen. Studenten vonden dat groepswerk examenwaardig was terwijl Steigenga slechts oordelen wilde over individueel tot stand gekomen scripties. De studenten zetten door en presenteerden het rapport “Streekplan van streek’, dat de nodige aandacht kreeg.

### Laatste jaren
Steigenga had een dynamische kijk op de samenleving. Hij verving de finalistische opvatting in de planning door de idee van de procesmatige planning. Dat was volgens hem noodzakelijk in een zich steeds verder ontwikkelende samenleving. Hij besteedde na 1970 in zijn colleges veel aandacht aan de filosofie en de theorie van de planning. Zijn opvattingen over sociale procesplanning hadden een duidelijk relatie met zijn ideeën over de dialectiek. Hij ijverde altijd voor alternatieve voorstellen in het planningsproces om een noodzakelijke dialoog mogelijk te maken (De Vries Reilingh, 1974, 82).
In 1973 werd planologie in Nederland erkend als hoofdstudierichting en daarmee werd een lang gekoesterde wens van Steigenga werkelijkheid. Op zijn initiatief kwam een Sectie Planologie van de Academische Raad tot stand en Steigenga werd de eerste voorzitter.
Hij overleed plotseling op 9 mei 1974.

## Selectie uit het wetenschappelijk werk
- 1939 Werkgelegenheid en werkloosheid in de agrarische produktie, proefschrift Utrecht
- 1943 Eenige beschouwingen betreffende de veranderingen in de sociale structuur van het Nederlandsche platteland, in het bijzonder t.a.v. vraagstukken van “ontvolking’ en ‘landvlucht’, in: Sociaal Geographische Mededeelingen, maart, pp 1–78
- 1949 Bevolkingsvermeerdering en arbeidsvoorziening, De Economist, 1, pp. 54–83
- 1953 Het sociaal-wetenschappelijk onderzoek ten behoeve van de stad, in: Sociografie in de practijk, Van Gorcum, Assen, pp. 26–44
- 1955 A comparative analysis and a classification of Netherlands towns, T.E.S.G., 46, nr. 6/7, pp. 105–119
- 1960 The urbanization of the Netherlands: an analysis of the development of a decentralised urbanization pattern from 1880-1950, Tijdschrift van het KNAG, tweede reeks, deel LXXVII, nr. 3, pp. 324–331
- 1961 Sub-urbanisatie en decentralisatie in Nederland, een eerste verkenning van recente verschijnselen, T.E.S.G., 52, 8, pp. 210–222
- 1961 De verstedelijking van Nederland, een voorbeeld van een gedecentraliseerd urbanisatieproces, T.E.S.G., 52, 10, pp. 253–266
- 1963 Van sociale analyse naar sociaal-ruimtelijke konstruktie, Inaugurele rede
- 1963 The urbanization of the Netherlands, T.E.S.G., 54, 2, pp. 46–52
- 1964 Moderne planologie, Aulaboek 178, Utrecht
- 1973 Planologie in beweging. Verkenningen in planologie en demografie, nr. 6, Planologisch en Demografisch Instituut van de Universiteit van Amsterdam. (Bundeling van aantal artikelen verschenen in de periode 1956-1971)
- 1973 Problematiek rond de Randstad, in: West-Nederland, Chaotische planning of geplande chaos, Van Gorcum, Assen, pp. 5–30

- International Standard Name Identifier: 0000 0000 2128 9959
- Library of Congress Control Number: no2010006008
- Nederlandse Thesaurus van Auteursnamen: 069756643
- Système universitaire de documentation: 158545656
- Virtual International Authority File: 45348010
- WorldCat: E39PBJyhgJtPxdcdqPqJxRFHYP